# Chalybeothemis pruinosa
Chalybeothemis pruinosa är en trollsländeart som beskrevs av Dow, Choong och Orr 2007. Chalybeothemis pruinosa ingår i släktet Chalybeothemis och familjen segeltrollsländor. Inga underarter finns listade i Catalogue of Life.